# Hypericum nitidum
Hypericum nitidum är en johannesörtsväxtart. Hypericum nitidum ingår i släktet johannesörter, och familjen johannesörtsväxter.

## Underarter
Arten delas in i följande underarter:
- H. n. cubense
- H. n. nitidum